# UFC 148
UFC 148: Silva vs. Sonnen 2 fue un evento de artes marciales mixtas celebrado por Ultimate Fighting Championship el 7 de julio de 2012 en el MGM Grand Garden Arena, en Las Vegas, Nevada.

## Historia
El evento contó con la revancha por el campeonato de peso medio entre Anderson Silva y el aspirante al título Chael Sonnen.
En la cartelera del UFC 148 se vería la III pelea entre Forrest Griffin y Tito Ortiz, la primera en UFC 59, la 2.ª en UFC 106, y con esta última cerrarón la trilogía. Tras 15 años en la UFC, Tito Ortiz se retiraba de las artes marciales mixtas y puso fin a una larga carrera de triunfos, tras terminar su combate con Griffin, Ortiz fue introducido en el Salón de la Fama de UFC.

## Resultados
1. ↑  Por el Campeonato de Peso Medio de UFC.

## Premios extra
Cada peleador recibió un bono de $75,000.
- Pelea de la Noche: Forrest Griffin vs. Tito Ortiz
- KO de la Noche: Anderson Silva
- Sumisión de la Noche: No hubo sumisiones